# Jan Arnoldus Schouten
Jan Arnoldus Schouten   (Nieuwer-Amstel, 28 d'agost de 1883 - Epe, 20 de gener de 1971) va ser un matemàtic neerlandès.
Nascut en una família de constructors navals que el 1886 es va traslladar a viure a Nimega, Schouten va passar la seva infantesa en aquesta ciutat, en la qual va fer els seus estudis primaris i secundaris. A partir de 1901 va estudiar enginyeria al Politècnic de Delft (actual Universitat Tècnica de Delft). Després d'un any treballant a Siemens AG de Berlín, es va graduar el 1908. Els anys següents va treballar com inspector del departament elèctric de la ciutat de Rotterdam, col·laborant en la seva electrificació. El 1912, en rebre una herència que li va garantit independència econòmica, va tornar a la universitat de Delft per estudiar matemàtiques. Va començar a treballar en la seva tesi doctoral sota la direcció de Johan Antony Barrau, però en marxar aquest a la universitat de Groningen, li va acabar dirigint Jacob Cardinaal. El 1914 va publicar-la: un gros volum de 266 pàgines (poc habitual en l'època) sobre teoria de tensors, tema al que dedicarà la major part de la seva recerca futura i al que se l'associa normalment.
A partir de 1914 va ser professor de matemàtiques a la Universitat Tècnica de Delft. A partir de 1917 va estendre la seva recerca en anàlisi de tensors a la teoria de la relativitat, camp en el qual va coincidir independentment amb Levi-Civita, amb qui col·laborarà els anys següents. El seu objectiu era obtenir les característiques invariants del paral·lelisme en les varietats riemannianes, especialitat en la qual va ser un líder mundial. Finalment, aquestes recerques es van materialitzar amb la teoria de les connexions exposada en dos articles de 1926, escrits conjuntament amb Élie Cartan.
El 1933 va ser escollir membre de l'Acadèmia Neerlandesa de Ciències i durant el bienni 1938-1939 va ser rector de la universitat. El cansament, certes dificultats domèstiques i l'ocupació nazi van fer que el 1943 sol·licités i obtingués la baixa voluntària per motius de salut. Aquest mateix any es va divorciar i tornar a casar. També es va comprar una propietat a Epe (un centenar de km a l'oest d'Amsterdam) on es va retirar a viure aïllat.
Acabada la guerra, va ser professor visitant (sense obligacions docents) de la universitat d'Amsterdam. Va ser un del fundadors del Centre de Matemàtiques i Informàtica d'aquesta ciutat el qual va dirigir durant els anys 1950 a 1955. També es va convertir en l'editor de la revista Compositio Mathematica (que havia deixat de publicar-se durant la guerra), després d'una poc clara maniobra de la editorial per remoure d'aquest càrrec el seu fundador, L. E. J. Brouwer, amb qui ja havia tingut certes diferències en el passat.
Va morir en el seu retir d'Epe el 1971.